# Рэймунд, Моника
Мо́ника Рэ́ймунд (англ. Monica Raymund; род. 26 июля 1986, Сент-Питерсберг, Флорида, США) — американская актриса. Наиболее известна благодаря ролям Рии Торрес в сериале «Обмани меня» и Габриэлы Доусон в сериале «Пожарные Чикаго».

## Биография
Моника Рэймунд родилась 26 июля 1986 года в Сент-Питерсберге, Флорида, США. Отец Моники, Стив Рэймонд, калифорниец из еврейской семьи, является председателем правления и бывшим генеральным директором «Tech Data Corp.», дистрибьютора компьютерных деталей и программ, мать Соня — иммигрантка из Доминиканской Республики, доброволец и соучредитель академии танца «Soulful Arts Dance Academy». У Моники есть брат Уилл.
В школе Моника участвовала в проекте «Broadway Theater Project in Tampa» и постановках школы Искусств Северной Каролины в Уинстон-Салеме. Моника закончила Shorecrest Preparatory School в Сент-Питерсберге, Флорида, после чего её семья переехала в Нью-Йорк, где Рэймунд продолжила обучение в Джульярдской школе, где была удостоена премии «John Houseman Award» за вклад в развитие молодых актёров США. Впервые появилась на экране в небольшой роли в сериале «Закон и порядок. Специальный корпус».

## Личная жизнь
11 июня 2011 года вышла замуж за писателя Нила Патрика Стюарта. Пара рассталась в начале 2013 года, а развелась в 2014.
10 февраля 2014 года призналась в своей бисексуальности, при помощи твиттера. 16 сентября 2015 года, Моника объявила, что встречается с Тари Сигал.

## Фильмография
| Год       |     | Русское название                    | Оригинальное название             | Роль                     |
| --------- | --- | ----------------------------------- | --------------------------------- | ------------------------ |
| 2007      | кор | Боец                                | Fighter                           | Сара                     |
| 2008      | кор | Любовь? Боль                        | Love? Pain                        | имя персонажа неизвестно |
| 2008      | с   | Закон и порядок: Специальный корпус | Law & Order: Special Victims Unit | Трини Мартинес           |
| 2009—2011 | с   | Обмани меня                         | Lie to Me                         | Риа Торрес               |
| 2011      | с   | Голубая кровь                       | Blue Bloods                       | Луиза Соса               |
| 2011—2012 | с   | Хорошая жена                        | The Good Wife                     | Дана Лодж                |
| 2012      | ф   | Порочная страсть                    | Arbitrage                         | Рейна                    |
| 2012      | кор |                                     | Fifty Grades of Shay              | Запись Диалекта          |
| 2012—2020 | с   | Пожарные Чикаго                     | Chicago Fire                      | Габриэла Доусон          |
| 2013      | ф   |                                     | Brahmin Bulls                     | Майя                     |
| 2013      | с   | Следствие по телу                   | Body of Proof                     | агент ФБР                |
| 2014—2020 | с   | Полиция Чикаго                      | Chicago P.D.                      | Габриэла Доусон          |
| 2014      | ф   | Счастливое дитя                     | Happy Baby                        | Мария                    |
| 2016—2020 | с   | Медики Чикаго                       | Chicago Med                       | Габриэла Доусон          |
| 2020—2021 | с   | Кайфтаун                            | Hightown                          | Джеки Киньонес           |